# Kukkesvagge
Kukkesvagge är en dalgång i Sarek och Stora Sjöfallet. Dalen är cirka 15 kilometer lång och förhållandevis bred med stora slätter. Dalgången avvattnas söderut av Kukkesvakkjåkkå som utgör en del av Sareks östra gräns. Jokken är mycket strid men kan vanligtvis passeras med hjälp av en bro i dalens södra del. Väster om dalen finns Sarektjåkkåmassivet och österut fjället Skanatjåkkå i Stora Sjöfallets nationalpark.
I dalens södra ände, vid sjöområdet Vuoinesluobbalah, finns kvarlämningar från andra världskriget i form av ett magnesitbrott samt flygplansdelar. 

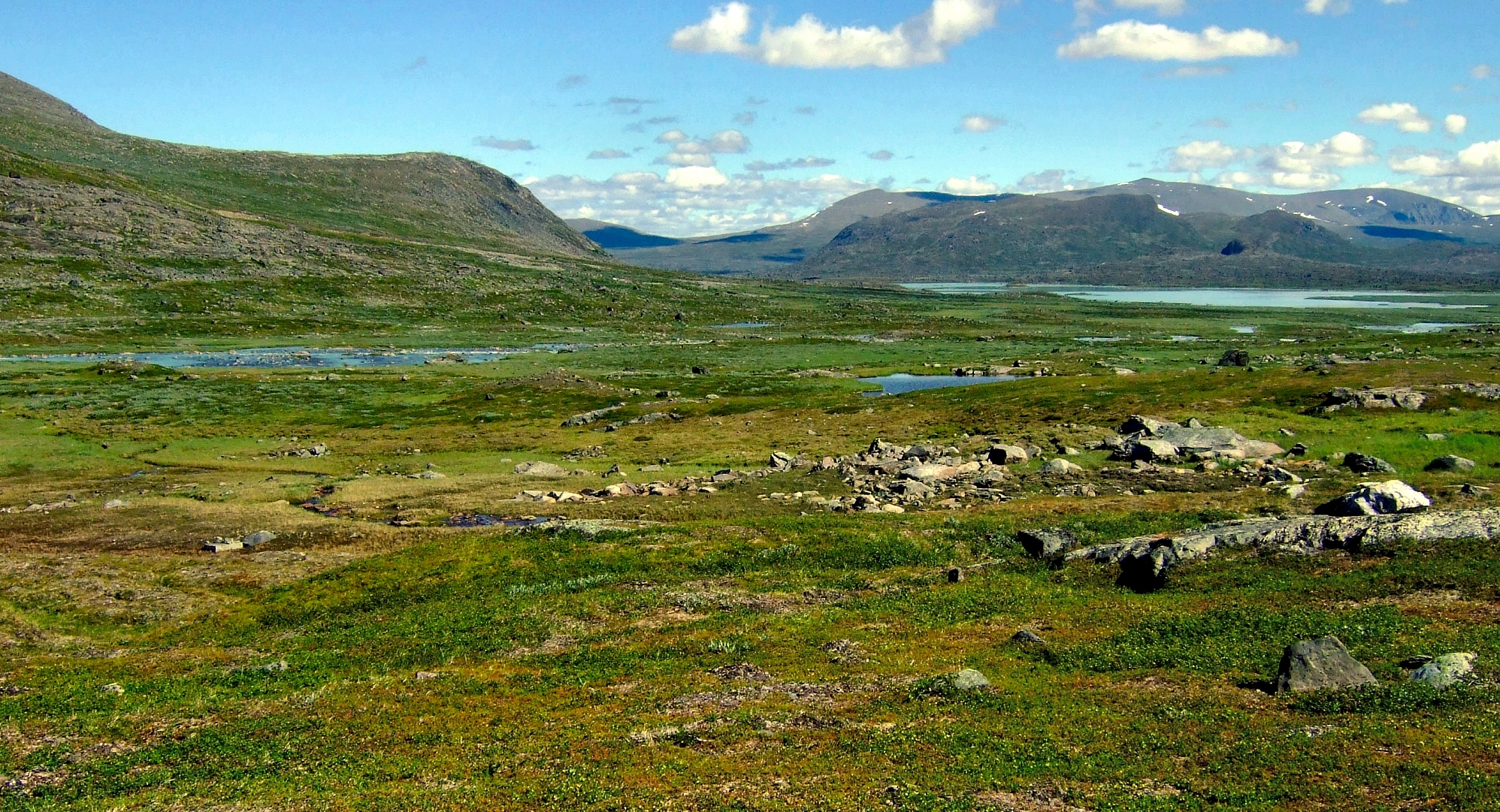
Vidderna i den södra delen av Kukkesvagge. Vy söderut mot sjön Lietjit-Jaure